# 野村係長シリーズ
野村係長（のむらかかりちょう）は野村邦丸が担当している、文化放送のワイド番組内で、1999年から断続的に続いている短編ラジオドラマの主人公である。ドラマは放送時期によって、コーナータイトルと役職などが異なっているが、登場するキャラクターが一貫しているため、本項目では一つのシリーズとして扱う。
現在のタイトルは『お気楽! 野村係長』。『くにまるジャパン 極』内で、月曜日 - 金曜日 午前11時28分 - 11時33分頃に放送していた。

## 概要
野村邦丸扮する「野村係長」の奮闘振りを描く、ミニドラマ コーナー。基本的には、野村邦丸のモノローグ、あるいは一人で、数名のキャラクターを演じ分けて展開されるが、文化放送のアナウンサーなどが加わることも多い。時にはサラリーマン風景の枠を離れ、おずぎとビーコ、マスターなどの物真似キャラが出てきたり、学園ドラマや時代劇になったり、文化放送社内の楽屋オチで終わる回もあるなど、脚本の自由度は高い。
台本は、1999年の第１回目から2022年の最終回までの23年間、全て放送作家の須貝聡が担当した。
2010年4月から6月まで、3ヶ月間の中断があったものの、10年以上に渡って続いていた長期シリーズである。2022年3月7日の放送で終了を想像させる「卒業」の言葉が出た以降、野村係長が過去の出演者を回想していた。
2022年3月31日の放送は野村係長が「皆さん、どうも ありがとね」と述べて終了した。その際に「次に会えんのがいつなのかは、また追々お知らせします、それまで少しの間のお別れです」と述べていて、今後のコーナー再開の可能性を示唆した。
文化放送のポッドキャスト「Podcast QR」では配信されていない。
『気まぐれコラム お疲れ野村係長』　1999年4月5日 - 2002年10月4日（『野村邦丸の気分はZUNZUN!』内）
『がんばれ!　野村主任』　2002年10月7日 - 2005年4月1日（『野村邦丸のごきげん!二重丸◎』内）
『おきらく野村係長』　2005年4月4日 - 2010年4月2日（『くにまるワイド ごぜんさま〜』内）
『おきらく野村係長』　2010年7月1日 - 10月1日（『くにまるワイド ごぜんさま～』内）
『お気楽! 野村係長』　2010年10月4日 - 2016年9月30日（『くにまるジャパン』内）
『お気楽! 野村係長』　2016年10月3日 - 2022年3月31日（『くにまるジャパン 極』内）

## 登場人物
登場する割合が高い人物から列挙、年単位で出ない人物もいる。
- 野村係長

本シリーズの主人公。ごく普通のサラリーマンだが、あまり仕事熱心ではなく、部下とのおしゃべりや居酒屋・キャバクラの方が好き。仕事中に、エッチな妄想に耽る事などもあるが、列の割り込みに怒りを覚えたり、若者の服装の乱れを気にかける、2011年の東日本大震災以降は「そうだ、東北に行こう。」と思い東北を元気付けようするなど、社会正義に厚い一面もある。語りには茨城弁が混ざる。
2010年3月までは「ごぜんさま商事」の係長・主任。2010年4月～6月は大阪へ単身赴任していたが、同年7月より新会社「黒元」を立ち上げるに当たって、東京に呼び戻された。
- 反町くん

野村係長の部下。ツッコミ役。係長と席が近く、表回りも一緒に行動することが多いので、サブキャラクターとしては登場回数が一番多い。コーナー開始当初から最古参のサブキャラでもある。
係長の仕事ぶりや言動・妄想に対して、常識人として時に優しく、時に厳しくツッコミを入れる。係長の失敗のあおりを受けて、残業に付き合わされたりもするが、一緒に居酒屋で飲んだり、係長の愚痴を聞いてあげたりする等、すこぶる仲は良い模様。最近はコケ方が派手になった。
反町自身が台詞をしゃべることは無く、係長による伝聞形式で、台詞が語られる。
- 長澤まさよくん

野村係長の部下。若くて美人であり、胸が大きいので、野村係長のお気に入り。お嬢様育ちで、ピアノの腕前はかなりのもの。
言語感覚が、やや特殊であり、通常では使わないような言い回しで、物事を表現して、周囲をしばしば混乱に陥れる。かと思えば、ほとんど誰も知らないような故事成語（下ネタ絡みが多い）を正確に使うこともあり、国語に関しての実力は謎な部分が多い。長澤は正確に話しているのに、係長が勝手に「エロ妄想」を膨らませるというパターンもある。
なぜか「長澤くん」ではなく「長澤まさよくん」とフルネームで呼ばれている。以前は長澤と同じような役柄で「藤原のりこ」という名前の部下がいた。
- 部長

野村係長の上司。頭部は禿げており、カツラを着用しているが、よくズレる。係長が反町を相手に、部長のカツラや仕事ぶりについて、さんざん悪口を言っている間に、そっと背後に忍び寄って聞いている。反町が係長に向かって「うしろ・・・うしろ・・・」と小声で注意するが、野村係長は無視。最後の最後にようやく気づいて「ぶ・・・・ぶちょおおおおおーーーーー!!!!!」と絶唱して、オチになるのがお約束。
- 水谷加奈アナウンサー、太田英明アナウンサー、藤木千穂元アナウンサー

水谷、太田、両人ともに、文化放送のアナウンサー（本人）。編成局制作部の自身の机に座りながらの会話が繰り広げられる。表面上はお互いを褒め称えながらも、それは決して本心からでは無く、その証拠に言葉の端々には、相手の悪口がさりげなく発せられている。そのたわいも無いやり取りを、野村係長が笑いながら聴いているというシチュエーションで進行される。
｢女子アナ頂上決戦｣と題し、水谷アナと藤木アナ（当時）が、これまた、お互いを皮肉っぽく褒め称えることにより、頭にきた瞬間、｢カッチーン!｣と心の中で叫ぶ。最後には二人の｢カッチーン!｣の繰り返しで終わる。そのやり取りを、野村係長が黙って聴いて、最後に感想を言って終わる（藤木アナが異動してからは行われていない）。
- 「なんてったって」「うっしっしっし～」と言う人

野村邦丸がする大橋巨泉の物まね。「何?! 俺を知らないだと?!」とすごむ。役名は言わない（「知ってるだろ？」としか言わない）ので、不明。かつて大橋の事務所に所属していた小倉智昭が極シアターのゲストの日に出演することが多い。
- おずぎとビーコ

毎月、ゾロ目の日（例えば10月10日など）に登場。ゾロ目の日が放送日ではない場合は原則、前日か翌放送日になる。おかまの兄弟という設定で、おすぎとピーコに似ている。
野村邦丸が一人二役で、素早い掛け合いをこなし、露骨な下ネタの歌（主に童謡の替え歌）を披露する。
- 吉田ただしよ

左から読んでも、右から読んでも「よしだただしよ」。吉田たかよしに似ている。過去は文化放送のラジオ番組「吉田健康　あなたのドクターたかよしです」とそっくりに進行して行き、途中から、吉田たかよし（本人）が乱入してくるのがお約束だった。
元 文化放送アナウンサーの八木菜緒（現・BS11アナウンサー。役名「やぎや」）と一緒に「回文になる言葉がオチとなる」コントを不定期で行っている。
2020年になって出番がなかったが2020年12月2日に坂口愛美アナウンサーがパートナーとなって再開。
- そうだろう

文化放送の「宗次郎 オカリーナの森から」に似た、ラジオ番組「そうだろう オカシーナの森から」のパーソナリティ。宗次郎に似ている。アシスタントの西川文野アナウンサーも本人役で出演。2020年1月時点では、西川がオカリナ演奏する場合も野村係長が相手役になっているため、出演機会がない。
- 加納有沙

元くにまるジャパンの月曜パートナー（本人）。効果音やジャズシンガー役として、ジャズアレンジの「金太郎」を歌わされたり、夏の高校野球の阪神甲子園球場のサイレン音を真似ても、野村係長やリスナーにスルーされる。
効果音役の降板後も、邦丸が真似る浦辺粂子の相手役 かの辺有子役として出演するなど、二人芝居になる事が多い。
室照美との頂上決戦が勃発（2014年6月）。水谷加奈と藤木千穂の決戦以来の復活で、当時と同様のシチュエーションで進行された。
- ヒガシオ・オサムさん

プロ野球解説者。文化放送の高橋将市アナウンサーとのインタビュー形式で登場する。「オヨヨ、オヨヨヨヨ」という独特の口調で語るので、一般人が話の内容を理解することは難しいが、高橋将市アナには通じているらしい。「オヨ! オヨヨヨヨー!!」と怒り出すことも多い。
- 浜松町姉妹（伊藤佳子アナウンサー、鈴木純子アナウンサー）

文化放送のラジオ番組「笑顔でおは天!!」のメイン パーソナリティ（本人）が揃って登場。常に二人で同時にしゃべり、見事な舌滑と早口言葉を聞かせる。
伊藤アナが放送中に突然泣き出し、他のアナウンサーの嫌味を言うパターンもある。2021年11月18日に約5年ぶりに出演。
- マスター

文化放送のラジオ番組「純喫茶・谷村新司」のテーマ曲に乗せて、登場。谷村新司に似ているが、大阪弁はインチキっぽい。ウエイトレス（アシスタント）の吉田涙子を相手に、同番組とそっくりに進行していくが、その内容の殆どは吉田の大女、ハイミスぶりを皮肉るもので、吉田はほぼ終始怒っている。
収録中に、リアルマスターこと本物の谷村新司が現れるのではないかと、常にビクビクしている。長らく出演が無かったが2021年12月10日放送分に出演。
- やる気の無いAV嬢

およそ二ヶ月に一度、刺激的なタイトルのアダルトビデオ作品に出演する。タイトルに惹かれて、野村係長がレンタルするものの、やる気の無い演技と内容で、いつもガッカリするが最近ではどれくらいやる気がないかを楽しみにして借りている節もある。
声は鈴木純子アナウンサーに似ていないことも無い。
- 邦子ちゃん

「キャピーーーーッ!　ブリブリブリ～ッ!　ブリ～ッ!」と叫びながら、数々の合コンに参加し続けている女子大生。いわゆる“ぶりっ子”であり、非常にウザい。イケメンに攻勢を掛けるものの、迷惑がられてばかりで、これまでの所、成果は無い模様。表面上と内心のギャップが非常に大きく、“心の声”は重々しく、ドスの効いたヤクザのような声である。
邦子ちゃんに似たキャラクターで、英子（ひでこ）ちゃん、室子（むろこ）ちゃん、小尾子（おびこ）ちゃん、かの子ちゃんが登場することがある。
- 郷　ヒロミ

「2億4千万の瞳-エキゾチック・ジャパン-」をバックに乗せて登場する、謎の（?）歌手。やたら「あはははははーーーー!」といった、煩い位の笑い声が特徴。また、言葉のシメに「ジャパーーーーーン!!」と叫ぶのが、お約束である（前述の曲と、くにまるジャパンに掛けている）。郷ひろみに似ているが、独特の個性を醸し出すキャラクターでもある。
くにまるジャパンの新番組予告CMに出演したと同時に、同番組の『お気楽!　野村係長』初回にも、彼が登場している。2011年6月に、郷ひろみ（本人）と共演した。
- 玉川 くに

文化放送のラジオ番組「玉川美沙 たまなび」のテーマ曲にのせて「くにくにな～び♪」と歌いながら登場する。略称「たまくに」。玉川美沙に（一応）似ている。
「クイズ　五人」などのクイズコーナーを担当しているが、正解が出そうになると突然電話を切るなど、まともに進行したためしが無い。玉川美沙に対して、非常に強い対抗心を抱いており「私の方が美人」「私の方がモテる」等々、常にライバル視しているが、玉川美沙が結婚報告をした際に祝福のメッセージを贈るなど、心優しい一面もある。
野村係長と同い年。独身。「たまなび」終了後、一度だけ「玉川くに クニピー」（「玉川美沙 ハピリー」のパロディ）が放送され、以降は出演しなくなった。
- 秋田おばば

東北料理屋の女将で、秋田弁丸出しのお婆ちゃん。年齢の割には、やたらと耳が良く、野村係長の悪口がつつぬけ。
若い男性に目がないようで、反町くんを歓迎。ある時、秋田おばこが、父の日を前に｢今度の日曜日は何の日か言ってけろ～｣と野村係長に言い、それに従い、野村係長が父の日の｢ちち｣と言った瞬間、｢揉め～｣｢吸え～｣と言ったりする。
石川真紀アナの声に似ている。
2021年12月15日放送分で5,6年ぶりに出演、店を閉めて秋田に帰ったとされていた。
- きたじ　まさぶろう

2011年より登場した、新キャラクター。あの演歌の大御所の歌い方に似た調子で、受け答えをする。
- オテンキのり

「レコメン!」のパーソナリティ。「おでぶっこクラブ」の姉妹グループとして「こでぶっこクラブ」を作り、野村係長に取り入られようとする。
- モロ テレメ、マロ テロミ

室照美が出演する回に登場する、謎の女性。室アナが話をしていると、野村邦丸と鈴木純子のエコーが掛かった声が被り、本人を恐怖に陥れる。

## その他
- おデブっ子くらぶ

野村係長が所属している社内（社外？）クラブ活動。入会に際しては「ボディマス指数」による審査があるとされる。「トンカツ屋へ入ったら、ヒレカツではなく、ロースカツを注文する」「居酒屋の定番はモツ煮、とり唐揚げ、豚の角煮」などの会則がある。
- 野村係長が唄う「おデブっ子くらぶのテーマ」がある。歌詞は複数ある模様で、途中「おデブっ子　1号」を自称する係長とともに、「おデブっ子　2号」と呼ばれる男性が登場して、おデブっ子である事に対しての愚痴をつぶやく。この「おデブっ子　2号」を演じているのは、くにまるジャパンの番組ディレクターを担当している「近藤じゅん」である（2010年11月3日、くにまるジャパンの公開生放送で、CМ中に、野村邦丸が、観客のリスナーたちへ説明した）。
- 2010年11月3日、文化放送のイベント「浜松町グリーンサウンドフェスタ～浜祭～」にて、くにまるジャパンの公開生放送が行われ、公式グッズとして『お気楽! 野村係長～おデブっ子くらぶ手ぬぐい～』が発売された。

- ごぜんさま高校校歌

「くにまるワイド ごぜんさま～」時代に、高校野球シーズンや季節の変わり目に歌われていた。「くにまるジャパン」になってからは2011年12月29日の放送で久しぶりに流された。